# Avitta
Avitta là một chi bướm đêm thuộc họ Noctuidae.

## Các loài
- Avitta discipuncta Felder & Rogenhofer, 1874
- Avitta longicorpus Prout, 1922
- Avitta ophiusalis Walker, [1859]
- Avitta quadrilinea Walker, [1863]
- Avitta rufifrons Moore, [1887]
- Avitta subsignans Walker, 1858
- Avitta zopheropa Turner, 1909